# 高雄市立獅甲國民中學

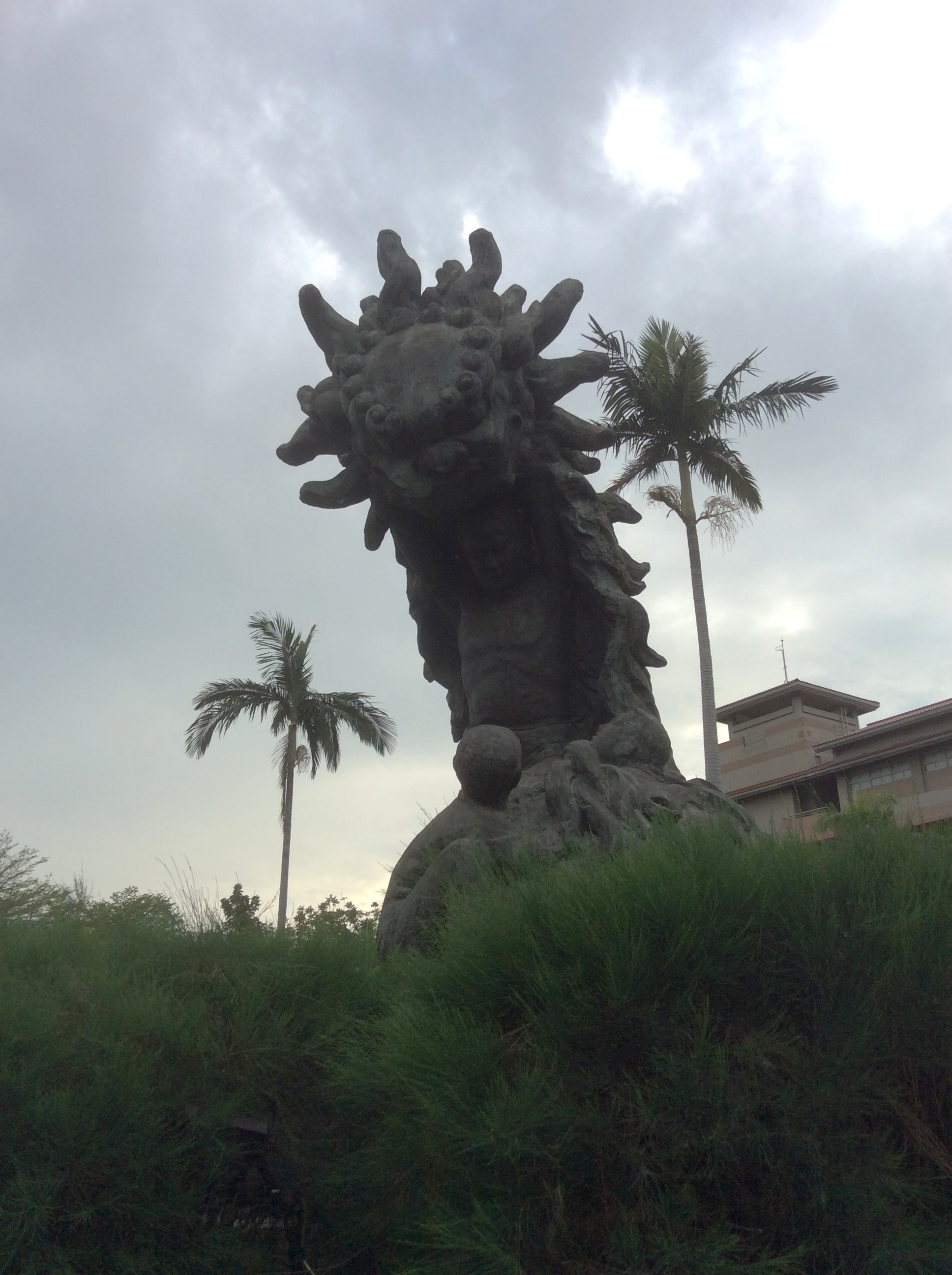
校門口舞獅雕塑

高雄市立獅甲國民中學（英語：Kaohsiung Municipal Shihjia Junior High School），簡稱獅甲國中，是位於台灣高雄市前鎮區的一間國民中學。

## 沿革
- 1952年秋，創立本校「高雄市立第二初級中學西甲分校」，校地原為高雄州立商工專修學校[1]。
- 1954年獨立，更名為「高雄市立第三初級中學」。
- 1968年，實施九年制國民教育，本校改名為「高雄市立獅甲國民中學」。

## 歷任校長
- 陳定閤先生
- 黃華昌先生
- 周英健先生
- 戴禮明女士
- 蔣勇一先生
- 李進丁先生
- 周志亭先生
- 游肇賢先生
- 陳政憲先生
- 羅慶璋先生

## 爭議焦點

### 「獅甲」二字的由來
戲獅甲位於前鎮區的西北側，清代即劃為大竹里戲獅甲莊，因地形臨海，早期常有海賊入侵，故家家戶戶在農忙之餘，以畚箕為獅頭消遣助興，娛人娛己，以武術走勢配合宋江陣陣局，鍛鍊體能抵禦海賊之肆虐。
另有一說謂該地有部落子弟組成的戲獅陣頭，執民俗技藝團的牛耳。每當打狗地區「十三莊頭」舉辦迎神賽會時，例由「戲獅陣」在神轎前開路，乃有戲獅甲的稱號，即「戲獅陣頭，甲於他隊」之寓意。

### 市府疑似賣地遷校的規劃
高雄捷運興建時，高雄市政府曾經規劃將獅甲國中、國小原址變更為商業區出售，此提案目前沒有任何後續發展的消息。

## 知名校友
- 沈春華：八大電視主播，美國南加州大學媒體管理碩士畢業。亦曾主持過眾多節目、選舉開票節目，並榮獲多次主持、新聞獎項。
- 張弘毅：台灣作曲家。
- 余光鄂：旅美工程博士、超合金專家。
- 王雙慶：光陽工業董事長。
- 姚慶康：知名電影、電視編劇，曾擔任緯來電視台副總經理、中華電視公司編劇、金格影片公司編劇、登魁影片公司編劇，現任東森電視事業股份有限公司副總經理。

## 外部連結
- 高雄市立獅甲國民中學 （页面存档备份，存于）（繁體中文）